# Westphaliasaurus simonsensii
Il westfaliasauro (Westphaliasaurus simonsensii) è un rettile acquatico estinto, appartenente ai plesiosauri. Visse nel Giurassico inferiore (Pliensbachiano, circa 195 milioni di anni fa) e i suoi resti fossili sono stati ritrovati in Germania.

## Descrizione
Questo animale è conosciuto per uno scheletro quasi completo, mancante soltanto del cranio e della parte anteriore del collo. L'animale completo, in vita, doveva raggiungere una lunghezza di circa 4,5 metri, ed era quindi un plesiosauro di medie dimensioni. Come tutti i suoi simili, possedeva un corpo relativamente piatto e dotato di quattro zampe trasformate in strutture simili a pinne. Il collo era molto allungato e flessibile, mentre il cranio era con tutta probabilità fornito di una dentatura costituita da elementi acuminati che si intersecavano fra loro.

## Classificazione
Il fossile di questo animale è stato ritrovato nei pressi di Bielefeld, nel distretto di Hoxter in Westfalia (Germania nordoccidentale), da Sonke Simonsen (un paleontologo dilettante) nel 2007. Descritto per la prima volta nel 2011, Westphaliasaurus è stato attribuito alla famiglia dei plesiosauridi, secondo un'analisi cladistica compiuta utilizzando la matrice di dati di Ketchum e Benson (2010). Secondo lo studio, Westphaliasaurus rappresenterebbe quindi uno stretto parente del ben noto Plesiosaurus e di altre forme (Seeleyosaurus, Microcleidus, Occitanosaurus e Hydrorion), tutte provenienti dal Giurassico inferiore europeo. Secondo un ulteriore studio, queste ultime forme sarebbero da ascrivere a una famiglia a sé stante, i microcleididi (Benson et al., 2012).